# European Champions Cup 2011
La European Champions Cup 2011 è stata la 48ª edizione della massima competizione europea per club di baseball.

## Formula
Il format del torneo prevede una fase a gironi in cui le squadre partecipanti sono state sorteggiate in due gironi di qualificazione, uno disputato a Parma e l'altro ad Amsterdam. Le prime due classificate di ciascun girone si qualificano alle Final Four.
Le Final Four sono disputate in partita secca: prima le due semifinali, poi la finale per il terzo posto, e infine la finalissima che stabilisce la formazione campione d'Europa.

## Squadre partecipanti

### Parma
| Club             | Stagione precedente                                |
| ---------------- | -------------------------------------------------- |
| Draci Brno       | Vincitore della Extraliga                          |
| DOOR Neptunus    | Vincitore della Hoofdklasse                        |
| ASD Parma        | Vincitore dell'IBL                                 |
| Rouen Huskies    | Vincitore della Division Élite                     |
| T&A San Marino   | In rappresentanza della Repubblica di San Marino   |
| Tenerife Marlins | Vincitore della Copa de su Majestad el Rey Beisbol |

### Amsterdam
| Club                  | Stagione precedente                        |
| --------------------- | ------------------------------------------ |
| L&D Amsterdam         | Finalista di Hoofdklasse                   |
| UGF Bologna           | Vincitore della Coppa Italia               |
| Heidenheim Heideköpfe | Vincitore della Bundesliga                 |
| Hoboken Pioneers      | Vincitore della Prima Divisione Belga      |
| North Stars           | Vincitore del campionato russo di baseball |
| C.B. Sant Boi         | Vincitore della División de Honor          |

## Fase a gruppi

### Torneo di qualificazione di Parma
| Parma 1º giugno 2011, ore 13:30 | DOOR Neptunus | 7 – 3 referto | T&A San Marino | Stadio Nino Cavalli |

| Collecchio 1º giugno 2011, ore 16:00 | Rouen Huskies | 2 – 10 referto | Draci Brno | Centro Sportivo Giannino Zinelli |

| Parma 1º giugno 2011, ore 20:30 | ASD Parma | 7 – 2 referto | Tenerife Marlins | Stadio Nino Cavalli |

| Parma 2 giugno 2011, ore 13:00 | Draci Brno | 4 – 3 (al 10°) referto | DOOR Neptunus | Stadio Nino Cavalli |

| Collecchio 2 giugno 2011, ore 16:00 | Tenerife Marlins | 0 – 1 referto | Rouen Huskies | Centro Sportivo Giannino Zinelli |

| Parma 2 giugno 2011, ore 20:00 | T&A San Marino | 10 – 0 (all’8°) referto | ASD Parma | Stadio Nino Cavalli |

| Parma 3 giugno 2011, ore 13:30 | Tenerife Marlins | 2 – 6 referto | DOOR Neptunus | Stadio Nino Cavalli |

| Collecchio 3 giugno 2011, ore 16:00 | T&A San Marino | 6 – 1 referto | Draci Brno | Centro Sportivo Giannino Zinelli |

| Parma 3 giugno 2011, ore 20:30 | Rouen Huskies | 4 – 5 referto | ASD Parma | Stadio Nino Cavalli |

| Parma 4 giugno 2011, ore 13:00 | Tenerife Marlins | 1 – 12 (all’8°) referto | T&A San Marino | Stadio Nino Cavalli |

| Collecchio 4 giugno 2011, ore 16:00 | Rouen Huskies | 0 – 3 referto | DOOR Neptunus | Centro Sportivo Giannino Zinelli |

| Parma 4 giugno 2011, ore 20:00 | ASD Parma | 8 – 2 referto | Draci Brno | Stadio Nino Cavalli |

| Parma 5 giugno 2012, ore 13:00 | T&A San Marino | 4 – 1 referto | Rouen Huskies | Stadio Nino Cavalli |

| Collecchio 5 giugno 2011, ore 16:00 | Draci Brno | 1 – 1 (Incontro sospeso al 5°) | Tenerife Marlins | Centro Sportivo Giannino Zinelli |

| Parma 5 giugno 2011, ore 20:00 | DOOR Neptunus | 1 – 7 referto | ASD Parma | Stadio Nino Cavalli |

#### Classifica
| Pos. | Squadra          | G | V | P | %    | GB  |
| ---- | ---------------- | - | - | - | ---- | --- |
| 1.   | T&A San Marino   | 5 | 4 | 1 | .800 | 0.0 |
| 2.   | ASD Parma        | 5 | 4 | 1 | .800 | 0.0 |
| 3.   | DOOR Neptunus    | 5 | 3 | 2 | .600 | 1.0 |
| 4.   | Draci Brno       | 4 | 2 | 2 | .500 | 1.5 |
| 5.   | Rouen Huskies    | 5 | 1 | 4 | .200 | 3.0 |
| 6.   | Tenerife Marlins | 4 | 0 | 4 | .000 | 3.5 |

|  | Qualificate alle Final Four |

### Torneo di qualificazione di Amsterdam
| Amsterdam 1º giugno 2011, ore 11:10 | North Stars | 3 – 8 referto | Hoboken Pioneers | Ookmer |

| Amsterdam 1º giugno 2011, ore 15:00 | Sant Boi | 3 – 16 (al 7º) referto | UGF Bologna | Ookmer |

| Amsterdam 1º giugno 2012, ore 20:30 | Heidenheim Heideköpfe | 4 – 7 referto | L&D Amsterdam | Sportpark Ookmeer |

| Amsterdam 2 giugno 2011, ore 11:00 | UGF Bologna | 10 – 2 referto | Noth Stars | Sportpark Ookmeer |

| Amsterdam 2 giugno 2011, ore 15:00 | Hoboken Pioneers | 8 – 7 referto | Heidenheim Heideköpfe | Sportpark Ookmeer |

| Amsterdam 2 giugno 2011, ore 19:30 | L&D Amsterdam | 9 – 2 referto | Sant Boi | Sportpark Ookmeer |

| Amsterdam 3 giugno 2011, ore 11:00 | Sant Boi | 2 – 6 referto | Heidenheim Heideköpfe | Sportpark Ookmeer |

| Amsterdam 3 giugno 2011, ore 15:00 | Hoboken Pioneers | 4 – 8 referto | UGF Bologna | Sportpark Ookmeer |

| Amsterdam 3 giugno 2011, ore 19:30 | L&D Amsterdam | 7 – 1 referto | North Stars | Sportpark Ookmeer |

| Amsterdam 4 giugno 2011, ore 11:00 | Heidenheim Heideköpfe | 7 – 6 (al 12°) referto | UGF Bologna | Sportpark Ookmeer |

| Amsterdam 4 giugno 2011, ore 15:00 | Sant Boi | 11 – 1 (al 7°) referto | North Stars | Sportpark Ookmeer |

| Amsterdam 4 giugno 2011, ore 19:30 | L&D Amsterdam | 13 – 0 (al 7°) referto | Hoboken Pioneers | Sportpark Ookmeer |

| Amsterdam 5 giugno 2011, ore 10:00 | Hoboken Pioneers | 2 – 11 referto | Sant Boi | Sportpark Ookmeer |

| Amsterdam 5 giugno 2011, ore 12:00 | North Stars | 4 – 12 referto | Heidenheim Heideköpfe | Sportpark Ookmeer |

| Amsterdam 5 giugno 2011, ore 14:30 | UGF Bologna | 6 – 5 referto | L&D Amsterdam | Sportpark Ookmeer |

#### Classifica
| Pos. | Squadra               | G | V | P | %    | GB  |
| ---- | --------------------- | - | - | - | ---- | --- |
| 1.   | UGF Bologna           | 5 | 4 | 1 | .800 | 0.0 |
| 2.   | L&D Amsterdam         | 5 | 4 | 1 | .800 | 0.0 |
| 3.   | Heidenheim Heideköpfe | 5 | 3 | 2 | .600 | 1.0 |
| 4.   | Hoboken Pioneers      | 5 | 2 | 3 | .400 | 2.0 |
| 5.   | Sant Boi              | 5 | 2 | 3 | .400 | 2.0 |
| 6.   | North Stars           | 5 | 0 | 5 | .000 | 4.0 |

|  | Qualificate alle Final Four |

## Final Four
Le Final Four si sono disputate allo stadio di baseball del Draci Brno di Brno, il Městský baseballový stadion, nei giorni 21 e 22 settembre 2011.
|  | Semifinali     | Semifinali     | Semifinali |           |                | Finale             | Finale             | Finale             |  |
|  |                |                |            |           |                |                    |                    |                    |  |
|  | T&A San Marino | T&A San Marino | 1          |           |                |                    |                    |                    |  |
|  | T&A San Marino | T&A San Marino | 1          |           |                |                    |                    |                    |  |
|  | L&D Amsterdam  | L&D Amsterdam  | 0          |           |                |                    |                    |                    |  |
|  | L&D Amsterdam  | L&D Amsterdam  | 0          |           | T&A San Marino | T&A San Marino     | 7                  |                    |  |
|  |                |                |            |           | T&A San Marino | T&A San Marino     | 7                  |                    |  |
|  |                |                | ASD Parma  | ASD Parma | 1              |                    |                    |                    |  |
|  | UGF Fortitudo  | UGF Fortitudo  | ASD Parma  | ASD Parma | 1              | 2                  |                    |                    |  |
|  | UGF Fortitudo  | UGF Fortitudo  |            |           |                | 2                  |                    |                    |  |
|  | ASD Parma      | ASD Parma      | 3          |           |                | Finale terzo posto | Finale terzo posto | Finale terzo posto |  |
|  | ASD Parma      | ASD Parma      | 3          |           |                |                    |                    |                    |  |
|  |                |                |            |           |                |                    |                    |                    |  |
|  |                |                |            |           |                | UGF Fortitudo      | UGF Fortitudo      | 10                 |  |
|  |                |                |            |           |                | UGF Fortitudo      | UGF Fortitudo      | 10                 |  |
|  |                |                |            |           |                | L&D Amsterdam      | L&D Amsterdam      | 9                  |  |

### Semifinali
| Brno 21 settembre 2011, ore 13:00 | T&A San Marino | 1 – 0 (al 10°) referto | L&D Amsterdam | Městský baseballový stadion |

| Brno 21 settembre 2011, ore 18:00 | UGF Bologna | 2 – 3 referto | ASD Parma | Městský baseballový stadion |

### Finale 3º Posto
| Brno 22 settembre 2011, ore 13:00 | UGF Bologna | 10 – 9 referto | L&D Amsterdam | Městský baseballový stadion |

### Finale
| Brno 22 settembre 2011, ore 18:00 | T&A San Marino | 7 – 1 referto | ASD Parma | Městský baseballový stadion |

## Vincitore
| Campione d'Europa 2011 T&A San Marino 2º titolo |